# ياجبانزر4
 ياجبانزر4 مدمرة دبابة ألمانية بنيت على أساس هيكل بانزر الرابع وبنيت في ثلاثة أنواع رئيسية. رسمياً، تم تسمية المركبة التي المسلحة ب''أل/48'' فقط باسم ياجبانزر الرابع. تم تسمية المركبة المسلحة ب''أل/70'' المسلحة بانزر4.

## الناجين
جاغدبانزر الرابع 0
- Deutsches Panzermuseum في مونستر، ألمانيا. المركبة نموذج إنتاج مسبق مع لوحات أمامية مستديرة. كان سابقًا جزءًا من متحف Blindés في ساومور بفرنسا

## روابط خارجية
- Jagdpanzer IV في Panzerworld
- Panzer IV / 70 في Panzerworld
- Jagdpanzer IV / 70 في متحف دبابة كوبينكا
- "Jagdpz.IV". AFV Database. مؤرشف من الأصل في 2010-03-13.
- "Pz.IV/70". AFV Database. مؤرشف من الأصل في 2009-05-11.
- Jagdpanzer صور Jagdpanzer الرابع في متحف كندا للحرب
- الباقين على قيد الحياة بانزر الرابع المتغيرات - ملف PDF تقديم المتغيرات بانزر الرابع (Jagdpanzer IV، بلا قرون، Nashorn، Brummbär، StuG IV، الدبابات فلاك بانزر والنماذج على أساس PZ IV) لا تزال قائمة في العالم